# Type 94 (pistola)
La Type 94 è stata una pistola semiautomatica  (九四式拳銃? Kyuyon-shiki kenjū in lingua giapponese) progettata nella prima metà degli anni trenta dall'Impero giapponese ed entrata in servizio nel 1934. Essa camerava la cartuccia 8 × 22 mm Nambu, già adoperata su altre armi di questa categoria, e funzionava secondo il sistema del corto rinculo. Fu prodotta in circa 70.000 esemplari dalla ditta Chuo Kogyo K.K., gestita dal noto progettista ed ex-ufficiale Kijirō Nambu dal 1935 al 1945 e trovò vasto impiego nel corso della seconda guerra mondiale. Riscosse grande successo presso le forze armate giapponesi.
La scarsa attenzione rivolta a proteggere la barra di ritegno del dente d'arresto del cane rese la Type 94 piuttosto nota tra le truppe alleate, poiché una volta armata si poteva sparare premendo tale pezzo. Ciò giustificò nel dopoguerra la descrizione della Type 94 come "la peggior pistola di servizio mai rilasciata", affermazione non del tutto aderente alla realtà e che non teneva conto dei precisi criteri progettuali e d'impiego per tale arma.

## Storia

### Sviluppo
Nel 1925 l'esercito imperiale giapponese immise in servizio la pistola semiautomatica Type 14 in calibro 8 mm per ufficiali e sottufficiali. L'arma conobbe una grande fabbricazione, ma fu criticata per le dimensioni e il peso, che la rendevano poco adatta all'uso in ambienti ristretti, come l'interno di un veicolo. Perciò già nel 1929 l'ex tenente generale Kijirō Nambu, che aveva fondato una propria azienda produttrice di armi leggere (la Nambu Seisakushō Kabushiki Kaisha), aveva proposto un nuovo progetto. Esso fu rimaneggiato più e più volte, sì che nel 1934 l'impianto originale era quasi del tutto sparito. La pistola manteneva il calibro e la munizione da pistola standard dell'esercito imperiale, che in quell'anno accettò l'arma con la designazione Kyuyon-shiki kenjū, vale a dire "pistola Type 94", dalle ultime due cifre del corrispondente anno del calendario imperiale giapponese (il 2594).

### Produzione
La produzione della Type 94 ebbe inizio nel giugno 1935 presso la Nambu Seisakushō K.K., poi divenuta Chuo Kogyo K.K. dopo la fusione con due ditte private. Fino al 1937 si mantenne tuttavia su livelli assai modesti, completando poco più di 4.000 pezzi; solo verso la fine dell'anno la fabbricazione iniziò a crescere gradatamente e continuò senza interruzioni sino all'agosto 1945. Le fonti concordano nel ritenere che furono completati circa 70.000 esemplari e una precisa che il totale ammontava a 71.200. Il livello qualitativo dei pezzi consegnati decrebbe nel corso della seconda guerra mondiale e quelli assemblati nell'ultimo anno di ostilità erano decisamente mediocri: i materiali utilizzati, il grado di rifinitura, la lavorazione meccanica erano pessimi, conseguenza della penuria di manodopera e della crisi economica provocata dal blocco sottomarino esercitato dagli Stati Uniti.

### Impiego operativo
La Type 94 cominciò a essere distribuita nella seconda metà del 1935 agli equipaggi dei carri armati e delle forze aeree dipendenti dall'esercito e conobbe un tentativo di commercializzazione al di fuori dell'ambito militare: la cosa non ebbe successo. La Type 94 fu poi acquistata in una certa misura anche da sottufficiali e ufficiali e fu utilizzata sino alla fine della seconda guerra mondiale e del conflitto in Cina. Inizialmente la fondina era in cuoio opportunamente trattato, con lacci e fibbia per tenerla sul fianco, ma in seguito furono prodotte anche con pelle di cinghiale e in tela di canapa. Anche i caricatori cambiarono aspetto: sino al 1940 erano placcati in nichel ma, una volta esaurite le scorte, furono distribuiti con una laccatura nera. In generale la Type 94 fu accolta favorevolmente dalle truppe giapponesi e in breve divenne assai popolare per il peso ridotto, l'ingombro e il rinculo contenuti, rendendone facile il maneggio in ambienti chiusi; nonostante le critiche provenienti da militari occidentali (quali la resistenza del grilletto, il tozzo calcio, le mire approssimative), la pistola era efficace sulle distanze tipiche della categoria e per il soldato nipponico medio dell'epoca rappresentava un buon equipaggiamento. Tra gli ufficiali nipponici era invece considerata più un simbolo di rango, non un'arma da adoperare in battaglia, nella quale essi andavano impugnando le katane d'ordinanza. Divenne nota per un difetto progettuale che lasciava scoperta la barra del cane la quale, se veniva premuta quando una cartuccia era caricata, ne causava lo sparo. Gli ultimi esemplari di Type 94, peraltro, erano pericolosi anche solo da usare per la rozzezza costruttiva.

## Tecnica
La Type 94 pesava 765 grammi e la canna misurava 96 mm; la lunghezza totale era di 183 mm.

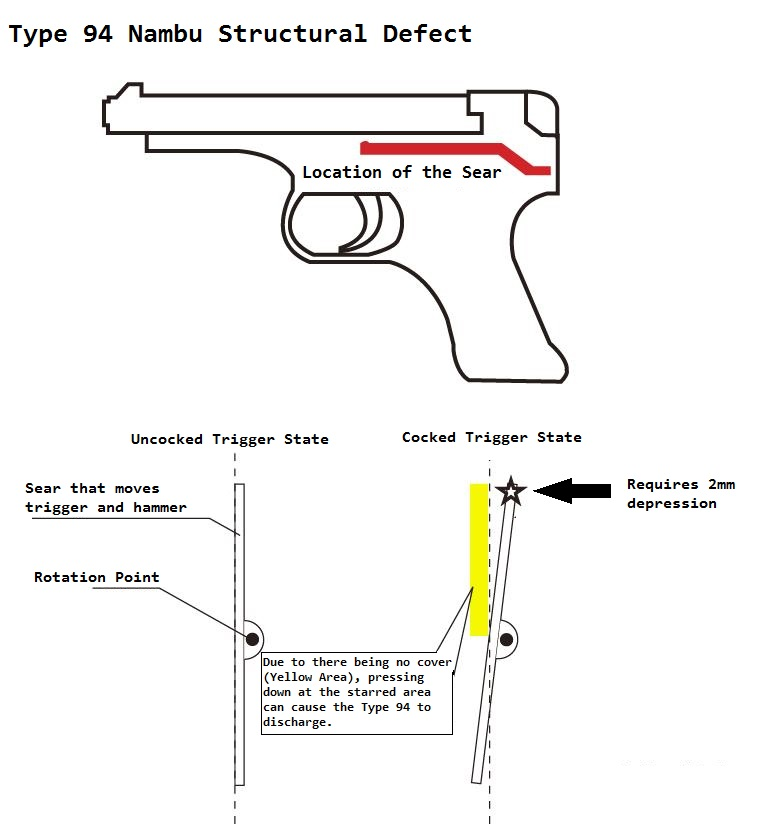
Rappresentazione schematica di come e perché la barra del dente d'arresto poteva essere attivata anche senza grilletto, provocando lo sparo di una cartuccia camerata

La pistola funzionava secondo il principio del corto rinculo e dell'otturatore a bloccaggio verticale. Per prima cosa l'operatore inseriva nell'impugnatura il caricatore da sei cartucce 8 × 22 mm Nambu, quindi alzava il cane (un cuneo stondato e zigrinato sulla sommità posteriore del castello) e premeva il grilletto ad azione singola: questa azione spostava la barra del dente d'arresto, che quindi svincolava il cane; esso scattava in avanti, portando il percussore a colpire la cartuccia e a sparare il proiettile. Tale sistema era nuovo sulle pistole nipponiche, che sino allora avevano fatto uso di un meno affidabile percussore mosso solo da una molla. La canna e il carrello erano uniti da una piastrina, localizzata nel castello davanti al ponticello del grilletto, che era forzata verso l'alto a bloccare i due elementi grazie a due serie di superfici inclinate sulle pareti interne del telaio (una a sinistra e una destra), nelle quali s'incastravano le sue alette. Al momento dello sparo, il rinculo spingeva la piastrina che, seguendo le superfici inclinate, scorreva verso il basso e svincolava il carrello. L'otturatore era un pezzo a parte, unito al carrello da una speciale vite: arretrava insieme al carrello e apriva la camera di scoppio, permettendo l'espulsione del bossolo spento. Quando la spinta aveva termine il carrello e la canna tornavano in posizione, la piastrina era risospinta verso l'alto e l'otturatore camerava la successiva cartuccia per chiudere, infine, la camera di scoppio. La sicura si trovava sul lato sinistro del castello, appena sopra la zigrinatura del calcio; tra ponticello e calcio era invece fissato il pulsante di rilascio del caricatore.
La Type 94 è divenuta piuttosto nota per avere la barra unente il grilletto con il dente d'arresto del cane del tutto scoperta, visibile dall'esterno. Quando una cartuccia era camerata e il cane veniva sollevato, tale pezzo si sollevava di circa 1 mm rispetto al telaio: se la pistola non era maneggiata con la dovuta cautela, una pressione non troppo forte liberava il cane e innescava la munizione. Tale caratteristica del progetto non era certo un espediente ideato per consentire agli ufficiali catturati di suicidarsi, magari mentre consegnavano l'arma in segno resa, come alcune fonti hanno sostenuto. Si trattava di un preciso requisito voluto dal generale Nambu e dai suoi collaboratori per risparmiare peso e facilitare la produzione. Oltretutto si deve considerare che, essendo un'arma per equipaggi, era previsto che fosse tenuta nella fondina senza il colpo camerato, poiché piloti di carro armato o aviatori non avrebbero avuto immediata necessità di utilizzarla una volta in battaglia: perciò il pericolo di sparo accidentale era davvero minimo. La vera deficienza era l'assenza di una protezione anche parziale della barra, come invece i tedeschi avevano fatto sulla Luger P08.
La Type 94 presentava sul telaio soprastante il grilletto il nome ufficiale in ideogrammi giapponesi incisi. Sul lato destro del telaio erano stampigliati il numero di matricola, la data di produzione e il simbolo dell'arsenale.

## Altri utilizzatori
Piccole quantità di pistole Type 94 furono anche impiegate dai seguenti paesi:
- Thailandia
- Repubblica popolare cinese
- Repubblica nazionalista cinese